# Prenomi catalani
Questa voce elenca i nomi propri diffusi in Catalogna e nelle comunità di lingua o etnia catalana.

## Maschili

### A
Abelard, Adalbert, Adrià, Agustí, Albert, Aleix, Àlex, Alexandre, Àlvar, Andreu, Àngel, Antoni, Armand, Arnau, Artur, Augustí

### B
Bartolomeu, Benvingut, Bernabè, Bernard, Bernardí, Bernat, Biel (var. di Gabriel), Bonaventura

### C
Caetà, Camil, Carles, Celestí, Cèsar, Climent, Constantí, Cosme, Cristià, Cristofol o Cristofor

### D
Daniel, David, Dídac, Domènec, Donat

### E
Eduard, Eliseu, Emili, Enric, Ernest, Esteve

### F
Felip, Feliu, Fermí, Ferran, Fidel, Francesc, Frederic, Fructuós

### G
Gabriel, Gerard, Gonçal, Gregori, Guifré, Guillem

### H
Hèctor, Heribert, Higini, Hipolit, Honorat, Hug

### I
Ignasi, Ireneu, Isidre

### J
Jacint, Jaume(t), Jeroni, Joan, Joaquim o Joaxim, Joel, Jordi, Josep, Julià

### L
Lleó, Llorenç, Lluc, Lluç, Lluís

### M
Manel, Marc, Marcel, Martí, Mateu, Maties, Maurici, Màxim, Miquel

### N
Narcís, Nicolau, Nil

### O
Oleguer, Oriol, Òscar

### P
Pasqual, Pau, Pere, Pius, Pol, Ponç, Prudenci

### Q
Quim (var. di Joaquim)

### R
Rafel, Ramon, Raül, Ricard, Robert, Roc, Roderic, Roger, Roser

### S
Sanç, Sebastià, Segon, Serafí, Sergi, Sever, Severí, Simeó, Sixt

### T
Tomàs

### V
Valentí, Veleri, Vicenç o Vicent, Víctor

### X
Xavi o Xavier

### Z
Zacaries

## Femminili

### A
Agnès, Aina (var. di Anna), Alicía, Anaïs, Àngels, Anna, Ariadna, Assumpció

### B
Beatriu, Begònia, Berta

### C
Carla, Carlota, Carolina, Carme, Clara, Cristina

### D
Diana, Dolors

### E
Elvira, Emília, Emma, Estel, Est(h)er, Eulàlia

### F
Fàtima, Felicitat, Felipa, Francesca

### H
Helena

### I
Immaculada, Iris

### J
Joaquima, Joana, Judit(h), Jùlia

### L
Laia (var. di Elàlia), Lídia, Llora, Llùcia, Lluísa, Lorda

### M
Magdalena, Maragda, Maria, Mariona, Marta, Mercè, Meritxell, Miquela, Mireia, Mònica, Montserrat (o Monserrat o Montse)

### N
Natàlia, Neus, Núria

### P
Patrícia, Paula, Penèlope, Pilar

### R
Raquel, Regina, Remei, Rosa, Roser

### S
Salut, Sibil(l)a, Sílvia, Sofia, Soledad, Sònia, Susanna

### T
Tecla, Teresa

### V
Valèria, Verònica, Victòria